# Obadiah German
Obadiah German (Amenia, 1766. április 22. – Norwich, 1842. szeptember 24.) az Amerikai Egyesült Államok szenátora (New York, 1809–1815).